# Muta
Muta – wieś w Słowenii, siedziba adm. gminy Muta. 1 stycznia 2017 liczyła 2 193 mieszkańców.